# منصور خان
منصور خان (انگلیسی: Mansoor Khan؛ زادهٔ ۱ ژانویهٔ ۱۹۵۳) کارگردان فیلم، و فیلم‌نامه‌نویس اهل هند است. او کارگردان فیلم از قیامت به قیامت می‌باشد که موفق به کسب جایزه فیلم‌فیر شده‌است.